# 朱莉娅·德拉戈尼
朱莉娅·德拉戈尼（義大利語：Giulia Dragoni；2006年11月7日—），意大利女子足球运动员，司职中场，目前效力于巴塞罗那足球俱乐部并被租借给罗马体育俱乐部。她也效力于意大利国家女子足球队。她曾代表意大利参加2023年国际足联女子世界杯。